# バイユー大聖堂

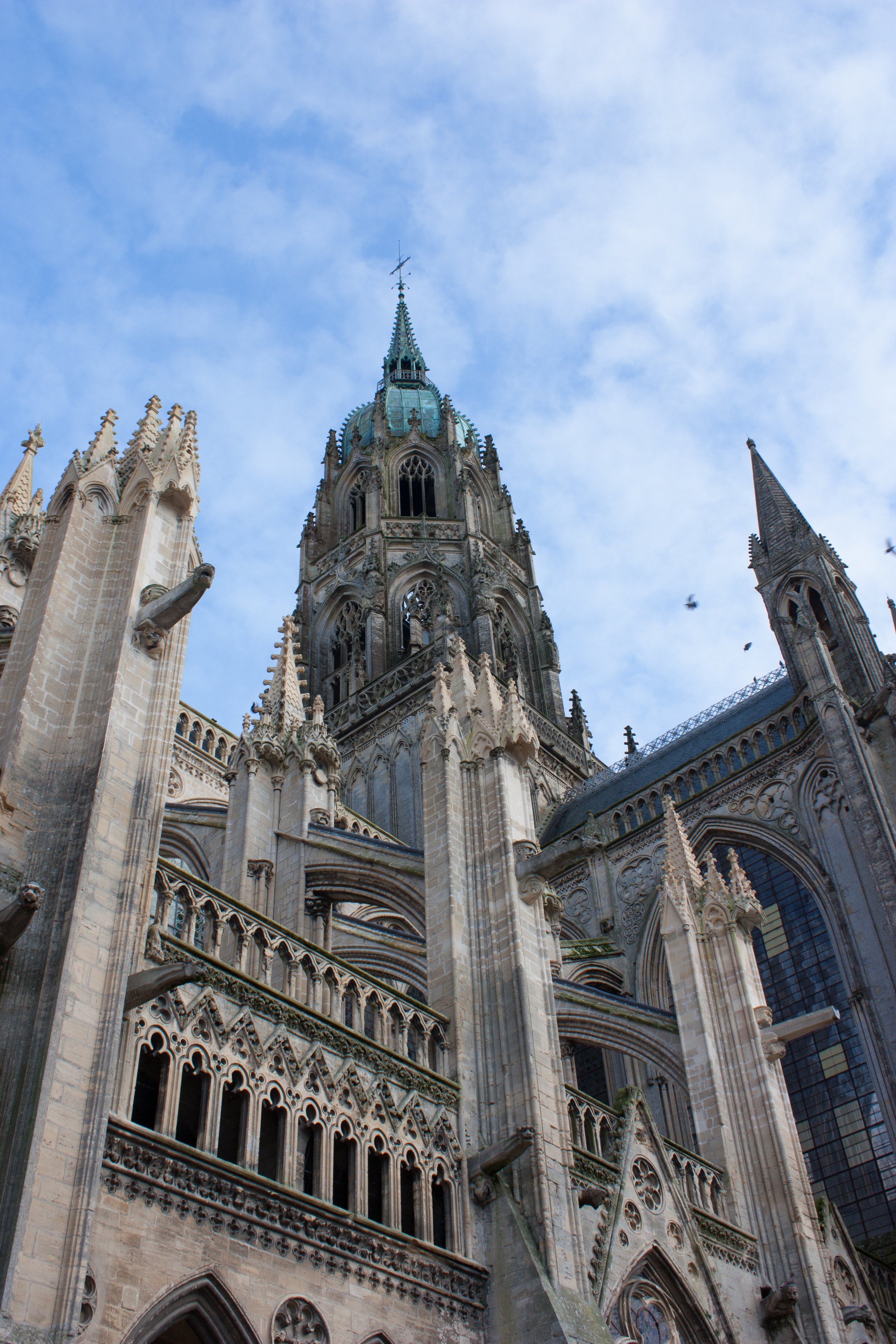

バイユー大聖堂 (フランス語: Cathédrale Notre-Dame de Bayeux)は、フランスのノルマンディー地域圏(旧バス＝ノルマンディー地域圏)カルヴァドス県バイユーにあるバイユー司教の大聖堂である。10世紀から17世紀までバイユーのタペストリーがあった。
1077年7月14日、ウィリアム1世が大聖堂に聖別された。この大聖堂で、ハロルド2世はウィリアム1世にノルマンディーに宣誓させられた。ハロルド2世がその宣誓を破ったので、ウィリアム1世がノルマン・コンクエストを始めた。

## ギャラリー

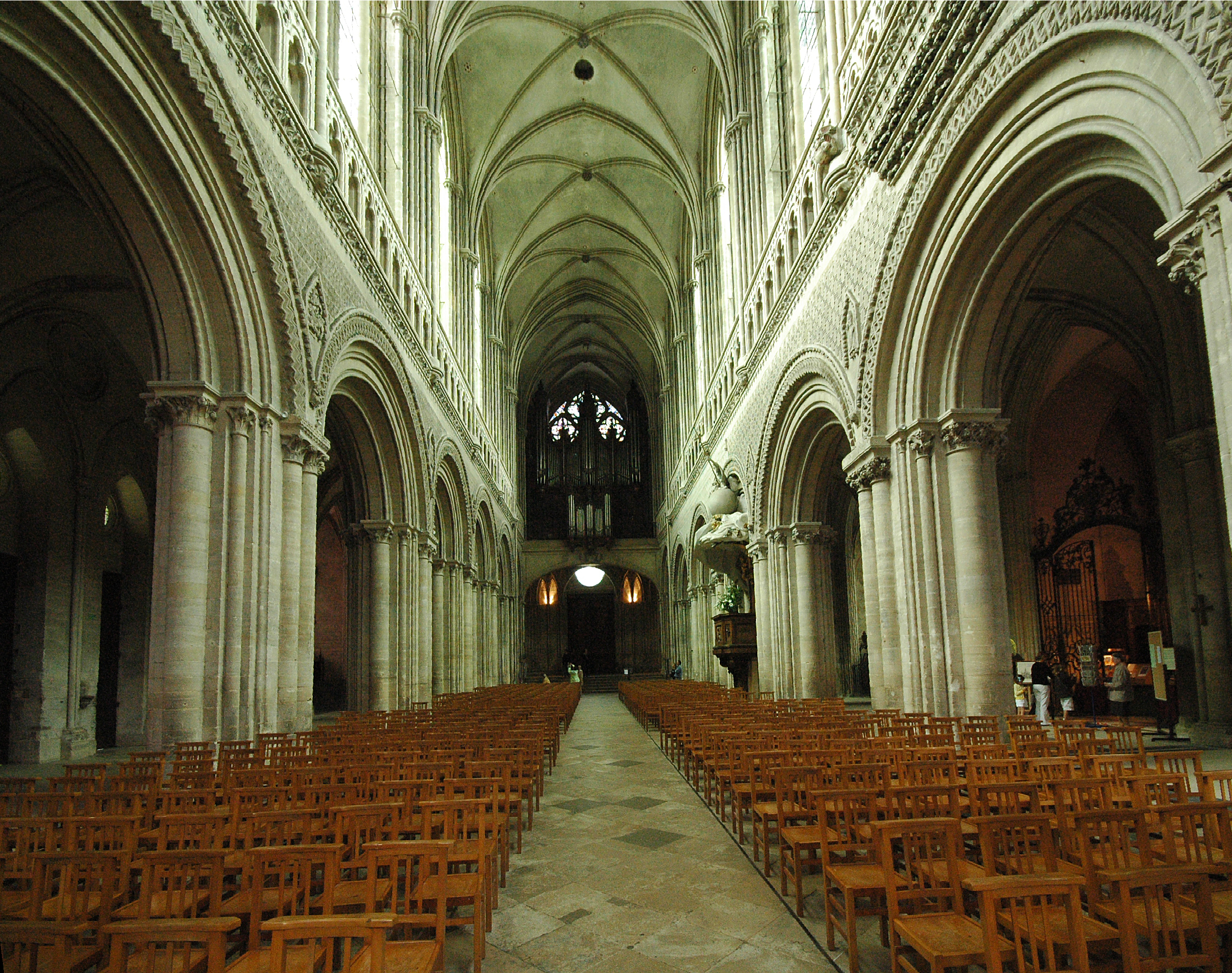
バイユー大聖堂の内側
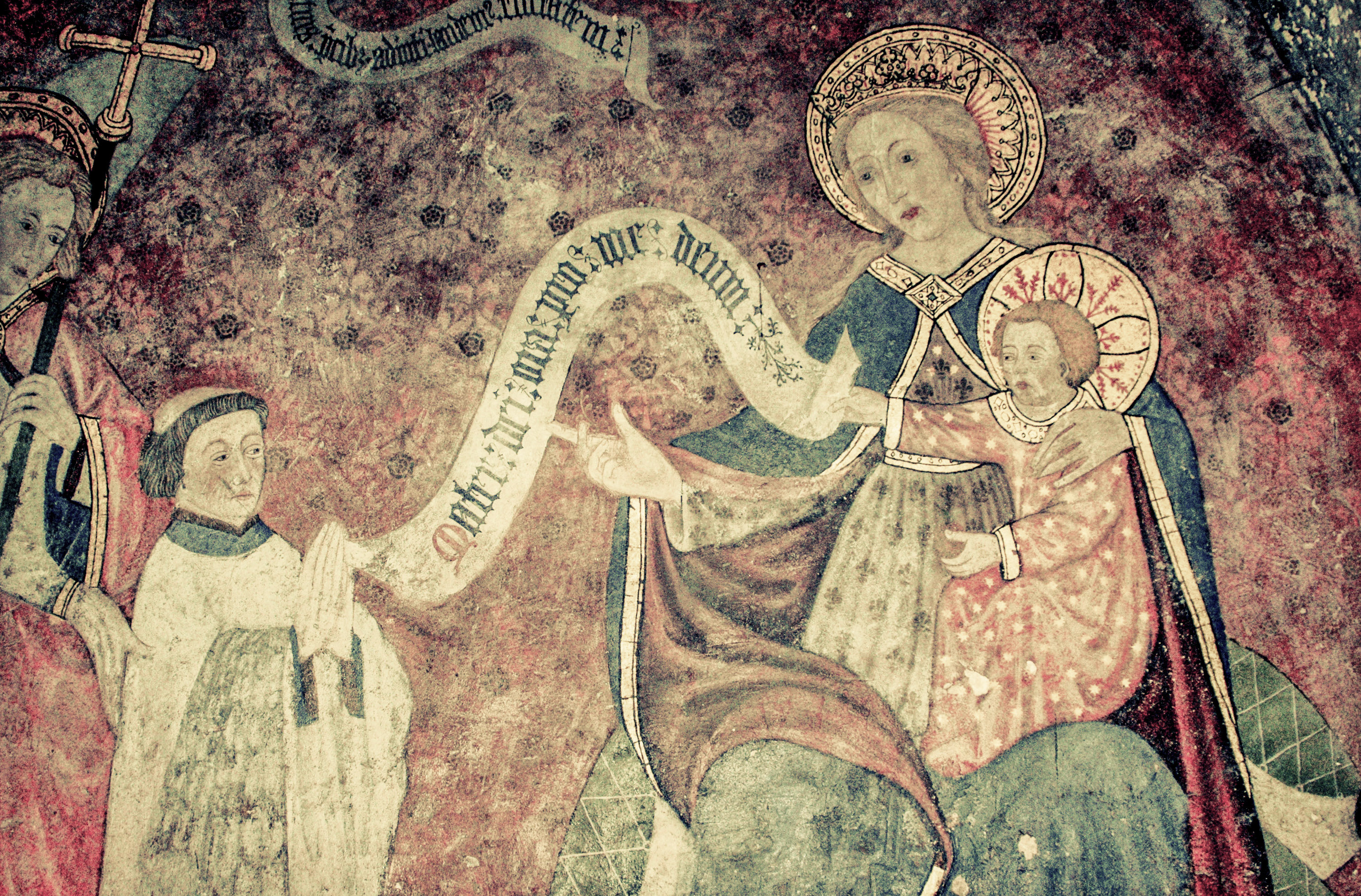
納骨堂の壁画
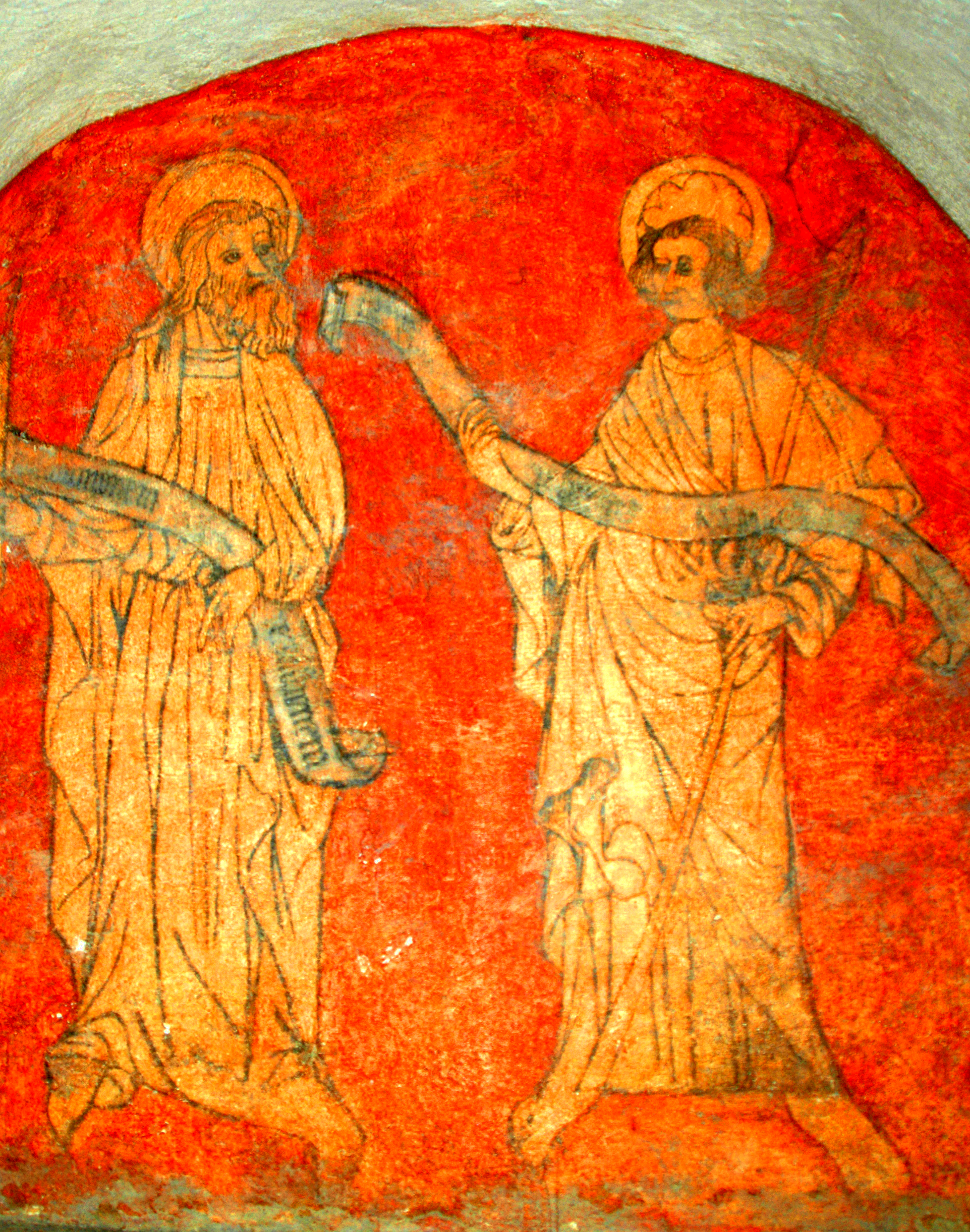
納骨堂の壁画
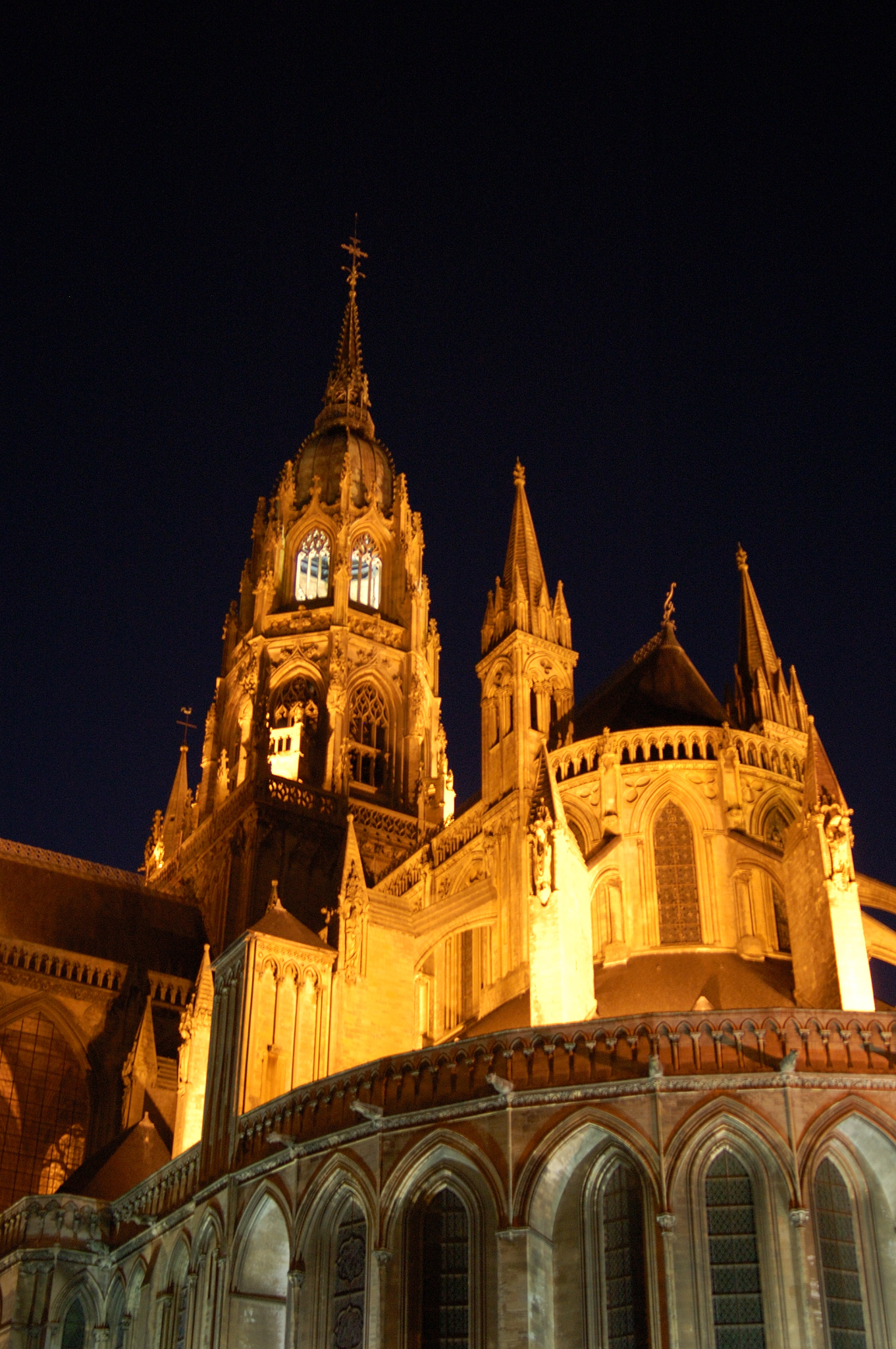
夜のバイユー大聖堂